# Cyclogastrella arida
Cyclogastrella arida är en stekelart som beskrevs av Dzhanokmen och Grissell 2002. Cyclogastrella arida ingår i släktet Cyclogastrella och familjen puppglanssteklar.
Artens utbredningsområde är Kazakstan. Inga underarter finns listade i Catalogue of Life.